# オーディション

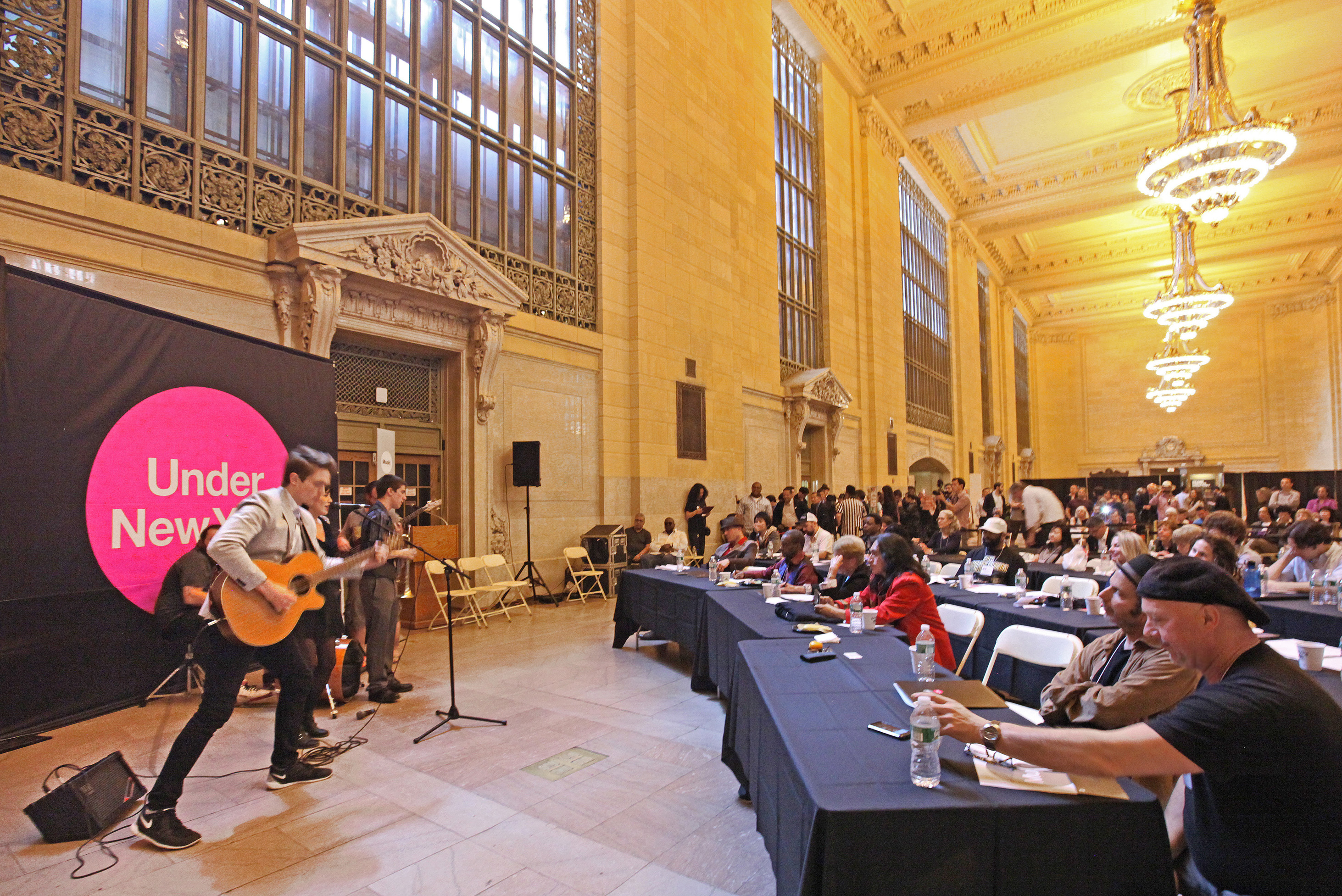
オーディションの例。ニューヨークのMTA駅などでパフォーマンスすることを許されるアーティスト60人「Music Under New York」を選ぶためのオーディション。左側が応募してきたパフォーマーグループ。右側が審査員たち。

オーディション（英語: audition）とは、特定の作品の役や役割を担当するのにふさわしい俳優、歌手、ダンサーなどを選ぶために、その候補者たちに実際に何らかの短いパフォーマンスやデモンストレーションを行わせて、適性や能力を判断するためのインタビュー。
劇、オペラなどの作品の上演の前に、出演者を決めるためにプロデューサーや演出家などが、出演を志望する俳優などの技量や適性を判断するための審査会。
"audtion"の語源はラテン語の"audire"（聴く）という動詞の名詞形"auditio"であり、「聴くこと」を意味する名詞である。

## 俳優のオーディション

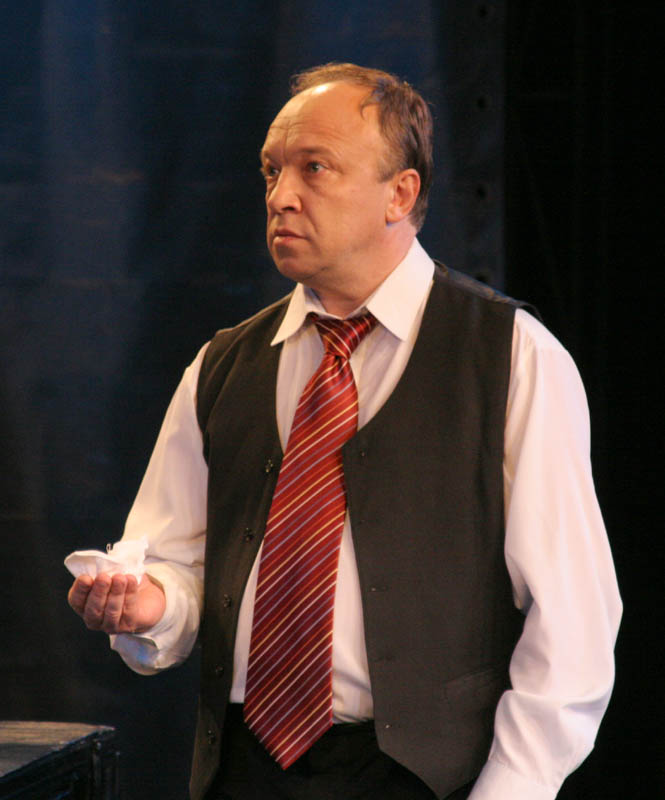
オーディションではモノローグが使われることが一般的。

映画やテレビドラマの制作は産業として確立していることから、オーディションのスタイルも確立しており、配役監督や監督やプロデューサーなどが審査を行う。オーディションでは、モノローグ（独白、独り台詞）が使われることが一般的である。
特定の映画作品の場合、制作する予定の作品の設計図にあたる脚本がまずあり、その脚本の中から、その俳優が応募している役柄（キャラクター）がしゃべる予定になっている台詞、その役の特徴がよく集約されている台詞を数行を抜き出すなどしたものなどが与えられ、特定の役柄を演ずる。
審査員は、応募者の発声法、役の理解のしかた、外見的印象等々が、その作品および役柄に適しているか、そうでないかを判断する。
例として、映画の中でたびたび怪物に遭遇して何度も驚き絶叫するヒロインの役のオーディションであれば、応募者に数行の台詞と「怪物を見たヒロイン、絶叫する」などというト書きが与えられ、短時間で絶叫する演技を審査員の前で見せる。議員の役のオーディションであれば議員の台詞、傲慢なビジネスマンの役なら傲慢そうなビジネスマンの台詞がほんの数行程度与えられて、与えられた数十秒などの時間でその演技を審査員に見せる。
審査員は、応募者たちが同一の設定で演技するのを聴き、見て、誰が、自分たちが制作する予定の作品のその役柄に一番適していたかを判断する。

## ミュージカル
ミュージカルの場合、世界的に標準となっているのは、その作品の中の16小節を2つ、対照的な2つ（たとえば片方が陽気であれば片方は悲しげ、片方が古典的であれば片方は現代的、片方が激しいのであれば片方は静か、など）が提示され、それを歌う。また1分ほどのモノローグも与えられる。そして顔写真をつけた経歴書も提出する。
世界的に見て標準的なやり方としては、ミュージカルのオーディションは2段階になっており、応募者の側としては大抵最初から特定の役を得るためにオーディションを受けているわけではあるが、まずは1回目のオーディションを受け、それに通ると「callback」という2段階目に入り、そこで特定の役に適しているかどうかの審査を受けることになる。

## 日本のオーディション
1950年代から1960年代にかけて、日本の映画会社が俳優を囲い込んでいて専属状態になる契約を強制的に結ばせ、自社以外の映画に出演させないようにしていた（たとえば松竹・大映・東映〈東映ニューフェイス〉・東宝・日活が定期的に自社専属の俳優をオーディションで選んでいた）。
日本では2000年代以降は、インターネット技術の発達により、新たなオーディションの形態としてSHOWROOMやミクチャ等の配信アプリを活用して、公開で行われるもの（配信審査）も増えてきている。 
1970年代から放送された『スター誕生』や1990年代に始まった『ASAYAN』など、オーディション番組自体は昔から人気を呼んできたが、視聴者によるネット投票によってデビューが決まる仕組みが導入されたことによって「『参加できる快感』で、盛り上がりが過熱していった。「アイドルオーディション番組」が若者を中心に人気を呼んでいる。こうした番組の多くは、視聴者の投票によってデビューできるメンバーが決まるという形を取る。「推し」を応援するファンたちの自発的な広報活動が盛り上がりを見せる一方で、参加者への誹謗中傷なども過熱して問題となっている。
2022年には朝倉未来が代表を務める格闘技イベント「BreakingDown」でオーディション制度が導入され、その模様をYouTubeで公開。動画は前編が889万再生、中編は496万再生、後編は736万再生され(2022年12月31日時点)、オーディションも含めて人気コンテンツとなった。

### 劇団
劇団のうち、大きな劇団では作品ごとに出演者のオーディションを行うことがある。劇団四季では、ひとつひとつの作品ごとに劇団内オーディションを行っている。ひとつの役に多数の俳優が応募し、特定の役を的確に把握しているか、役柄のイメージに合致しているか、などの審査が行われ、多数の中からより抜きで選ばれる。

### 女性タレント、女性アイドル
- ミスセブンティーン
- ホリプロタレントスカウトキャラバン
- 全日本国民的美少女コンテスト
- 東宝「シンデレラ」オーディション
- Avex audition

小中学生向け
- りぼんガールオーディション
- ニコラ専属モデルオーディション

### 男性・STARTO（旧ジャニーズ）
- ジュノン・スーパーボーイ・コンテスト
- timelesz project

### 過去に行われていたもの
- 東映ニューフェイスのオーディション
- ピチレモン専属モデルオーディション
- レプロ・ガールズオーディション
- ナルミヤシンデレラオーディション
- ラブベリー専属モデルオーディション

etc…

## ギャラリー
- ヴァイオリニストのオーディション（フランス）
- ダンサーのオーディション
- ダンサーのオーディション
- ディズニー映画『ディセンダント』の出演者を選ぶためのオーディションを行っている振付師のPaul Becker（右側、白服）と映画監督のケニー・オルテガ（左側、黒服）（2013年6月）
- あるオーディションで歌う人（韓国）
- パフォーマンスに意識を集中させているオーディションの審査員（韓国）
- アジア・ダンス・オーディションの会場。審査されるダンサーたち。（韓国）
- アジア・ダンス・オーディションの審査員たち。
- 出演希望の子供と、そのパフォーマンスを審査する大人（米軍の催事関係のオーディション）
- パリの地下鉄の駅構内でのパフォーマンスを許されるアーティストを選ぶオーディション
- イギリスのオーディション番組『ブリテンズ・ゴット・タレント』のセット。

## オーディションを題材とした作品
映画
- コーラスライン - ブロードウェイのオーディションを受ける若者達を描く（1975年）。オーディションをめぐる人間関係を描いた名作だと書かれている[7]。
- オーディション (映画) - 1999年公開の日本映画

ゲーム
- ナムコ（後のバンダイナムコエンターテインメント） - 史上初のアミューズメント形オーディションマシン「スタアオーディション」を開発した（2001年終了）。アミューズ、ホリプロ、ニッポン放送との共同企画。
- エクスビート - 韓国のオンラインゲーム名「オーディション」の日本語版